# 舌叶树平藓
舌叶树平藓（学名：Homaliodendron ligulifolium）为平藓科树平藓属下的一个种。